# Ngenep
Ngenep is een bestuurslaag in het regentschap Malang van de provincie Oost-Java, Indonesië. Ngenep telt 10.266 inwoners (volkstelling 2010).